# Sebastião Wágner de Souza e Silva
Sebastião Wágner de Souza e Silva, detto Wágner (Nova Iguaçu, 20 gennaio 1969), è un ex calciatore brasiliano, di ruolo portiere.

## Caratteristiche tecniche
Giocava come portiere; era dotato di un fisico imponente.

## Carriera

### Club
Debuttò con la maglia del Bangu nel 1990 giocando da titolare tutte le 34 partite della stagione, subendo 28 gol. Continuò a essere il principale portiere della squadra anche nelle tre annate successive e nel 1993 fu acquistato dal Botafogo. Inizialmente rivale di Carlão per il ruolo di prima scelta, una volta ottenuta la fiducia del tecnico rimase stabilmente tra i pali per i nove anni in cui giocò per il club di Rio. Fece il suo esordio il 3 novembre 1993 contro l'Internacional all'Estádio Caio Martins. Disputò altri tre incontri in quella stagione, per un totale di quattro partite e tre reti al passivo. Nello stesso anno partecipò alla prima vittoria in àmbito internazionale del club, la Coppa CONMEBOL. Nel 1994 partì dall'inizio per tutte le gare giocate dal Botafogo, assommando dunque undici presenze. Per Wágner la stagione migliore della carriera fu la Série A 1995. Le sue parate contribuirono in modo decisivo alla vittoria del titolo ottenuta dalla propria formazione, in special modo durante la finale contro il Santos. Al termine del campionato fu insignito dalla rivista Placar della Bola de Prata quale miglior portiere del torneo. Successivamente Wágner prese parte alle vittorie del suo club nel campionato statale del 1997 e nel Torneo Rio-San Paolo del 1998; raggiunse inoltre la finale della Coppa del Brasile 1999, perdendo contro il Juventude. Lasciò la società dalla maglia bianco-nera nel 2002, proseguendo la carriera dapprima nello stato di San Paolo, giocando tre mesi per il Santo André, e successivamente a Rio de Janeiro. Si ritirò nel 2004 con la maglia del Madureira.

## Palmarès

### Club

#### Competizioni nazionali
- Campionato brasiliano: 1

Botafogo: 1995
- Campionato Carioca: 1

Botafogo: 1997
- Torneo Rio-San Paolo: 1

Botafogo: 1998

#### Competizioni internazionali
- Coppa CONMEBOL: 1

Botafogo: 1993

### Individuale
- Bola de Prata: 1

1995